# Sports Interactive
Sports Interactive Limited er en britisk computerspilsudvikler med base i London. Firmaet er bedst kendt for Football Manager-serien. Det blev grundlagt af brødrene Oliver og Paul Collyer i juli 1994. Studiet blev sidenhen erhvervet af den japanske videospiludgiver Sega i 2006; Sports Interactive er nu en del af Sega West, som også omfatter Creative Assembly, Relic Entertainment og Amplitude Studios . Udover sit arbejde med Football Manager har studiet også oprettet en række andre sports-management-simuleringer, herunder NHL Eastside Hockey Manager og Championship Manager Quiz, og er den tidligere udvikler af Championship Manager .

## Historie
Grundlagt af Paul Collyer og Oliver Collyer, er virksomheden ofte forkortet til "SI" blandt fans af deres spil.
I 2003 delte Sports Interactive med den tidligere udgiver Eidos Interactive og underskrev en aftale med Sega om at fortsætte deres flagskibssportfranchise under det nye navn, Football Manager . Efter opdelingen bevarede begge parter deres intellektuelle ejendom.

## Spil
- Championship Manager
  - Championship Manager
  - Championship Manager '93
  - Championship Manager 2
  - Championship Manager 96/97
  - Championship Manager 97/98
  - Championship Manager 3
  - Championship Manager: Sæson 00/01
  - Championship Manager: Sæson 01/02
  - Championship Manager 4
  - Championship Manager: Sæson 03/04
- Fodbold manager
  - Football Manager 2005 (4. november 2004 til pc / Mac)
  - Fodboldmanager 2006 (21. oktober 2005 til pc / Mac & april til PSP / Xbox 360)
  - Football Manager 2007 (20. oktober 2006 for PC / Mac & PSP)
  - Football Manager 2008 (oktober 2007 til pc / Mac & PSP og marts 2008 for Xbox 360)
  - Football Manager 2009 (14. november 2008 for PC / Mac & PSP)
  - Fodboldmanager Live (23. januar 2009)
  - Football Manager 2010 (30. oktober 2009 for PC / Mac & PSP og April for iPhone)
  - Football Manager 2011 (5. november 2010 for PC / Mac, december til PSP & iPhone og april for iPad)
  - Football Manager 2012 (21. oktober 2011 til pc / Mac, PSP, december for iPhone & iPad og april til Android)
  - Football Manager 2013 (2. november 2012 til pc / Mac / PSP, iOS, Android)
  - Football Manager 2014 (31. oktober 2013 for PC / Mac / Linux / iOS / Android / Vita)
  - Football Manager 2015 (7. november 2014 til pc / Mac / Linux / iOS / Android)
  - Fodboldmanager 2016 (13. november 2015 til pc / Mac / Linux)
  - Fodboldmanager 2017 (4. november 2016 til pc / Mac / Linux)
  - Fodboldmanager 2018 (10. november 2017 til pc / Mac / Linux)
  - Fodboldmanager 2019 (2. november 2018 til pc / Mac / switch)
- Eastside Hockey Manager
  - NHL Eastside Hockey Manager (2. juli 2004)
  - NHL Eastside Hockey Manager 2005 (27. maj 2005)
  - NHL Eastside Hockey Manager 2005 (nordamerikansk version) (27. september 2005)
  - NHL Eastside Hockey Manager 2007 (22. september 2006)
  - NHL Eastside Hockey Manager 2015 [1] (26. marts 2015)
- Out of the park Baseball Manager
  - Out of the Park Baseball Manager 2006 (31. maj 2006)
  - Out of the Park Baseball Manager 2007 (23. marts 2007)